# Fernway
Fernway és una concentració de població designada pel cens dels Estats Units a l'estat de Pennsilvània. Segons el cens del 2000 tenia 12.188 habitants.

## Demografia
Segons el cens del 2000, Fernway tenia 12.188 habitants, 4.224 habitatges, i 3.451 famílies. La densitat de població era de 882,9 habitants per quilòmetre quadrat.
Dels 4.224 habitatges en un 47,1% hi vivien nens de menys de 18 anys, en un 71,2% hi vivien parelles casades, en un 8,1% dones solteres, i en un 18,3% no eren unitats familiars. En el 15,2% dels habitatges hi vivien persones soles el 3,4% de les quals corresponia a persones de 65 anys o més que vivien soles. El nombre mitjà de persones vivint en cada habitatge era de 2,88 i el nombre mitjà de persones que vivien en cada família era de 3,24.
Per edats la població es repartia de la següent manera: un 31,6% tenia menys de 18 anys, un 5,9% entre 18 i 24, un 35,8% entre 25 i 44, un 21,6% de 45 a 60 i un 5,1% 65 anys o més.
L'edat mediana era de 34 anys. Per cada 100 dones de 18 o més anys hi havia 92,8 homes.
La renda mediana per habitatge era de 62.971 $ i la renda mediana per família de 70.518 $. Els homes tenien una renda mediana de 51.612 $ mentre que les dones 31.290 $. La renda per capita de la població era de 25.759 $. Entorn del 2,8% de les famílies i el 3,6% de la població estaven per davall del llindar de pobresa.

## Poblacions properes
El següent diagrama mostra les poblacions més properes.